# Evil Islands: Klątwa zagubionej duszy
Evil Islands: Klątwa Zagubionej Duszy (ros. Проклятые земли, ang. Evil Islands: Curse of the Lost Soul) – komputerowa gra fabularna osadzona w realiach fantasy, wyprodukowana przez Nival i wydana w 2001 roku przez Fishtank Interactive. Gra stanowi połączenie gatunków RPG i RTS z głównym nastawieniem na taktykę.
Evil Islands oferuje możliwość pokierowania poczynaniami pojedynczego bohatera lub małego oddziału. Każdy z członków zespołu charakteryzuje się indywidualnymi parametrami, a prawidłowe ich wykorzystanie oraz dobranie odpowiedniej strategii doprowadzi do pokonania wroga i zwycięstwa. Gra posiada obszerną fabułę z tajemnicą do rozwiązania. Występuje w niej wiele postaci posiadających własne ambicje, a każda z nich może stać się dla gracza przyjacielem lub wrogiem.
27 stycznia 2006 miała miejsce premiera samodzielnego dodatku do gry zatytułowanego Evil Islands: Forgotten in Astrale (ros. Проклятые земли: Затерянные в астрале) stworzonego z inicjatywy studia Matilda Entertainment, wspartego w końcowej fazie projektu przez Nival. Dodatek ukazał się wyłącznie na rynku rosyjskim.